# Verwaltungsgemeinschaft Wörth an der Donau
Die Verwaltungsgemeinschaft Wörth an der Donau (amtlich: Wörth a.d.Donau) liegt im oberpfälzer Landkreis Regensburg in Bayern und wird von folgenden Gemeinden gebildet:
1. Brennberg, 2117 Einwohner, 30,52 km²
2. Wörth a.d.Donau, Stadt, 5070 Einwohner, 52,24 km²

Sitz der Verwaltungsgemeinschaft ist Wörth an der Donau, Gemeinschaftsvorsitzender ist Anton Rothfischer, Bürgermeister der Stadt Wörth a.d. Donau. Sie besteht seit 1978; bis 31. Dezember 1979 waren auch die Gemeinden Pfatter und Wiesent Mitglieder.

## Geschichte
Zielplanung der Regierung der Oberpfalz im Jahr 1975 war die Errichtung einer Verwaltungsgemeinschaft mit dem Zentrum Wörth und der Zuweisung von Brennberg, Pfatter und Wiesent. Wörth war damit einverstanden und forderte die Eingemeindung Wiesents. Brennberg wollte eine Vorwaldgemeinde mit Altenthann bilden, Wiesent und Pfatter wollten selbständig bleiben. Trotzdem kam 1978 die Verwaltungsgemeinschaft mit diesen vier Gemeinden. Bereits am 1. Januar 1980 erhielten jedoch Wiesent und Pfatter durch ein vom Bayerischen Landtag beschlossenes Gesetz ihre kommunale Selbständigkeit zurück. Brennberg stellte ebenfalls einen Entlassungsantrag aus der Verwaltungsgemeinschaft, der jedoch wegen zu geringer Einwohnerzahl abgelehnt wurde.